# Consemnările Heechee
Consemnările Heechee (1987) este un roman science fiction scris de Frederik Pohl și este al patrulea din saga Heechee.
Acțiunea are loc la 100 de ani după evenimentele primului roman, unde descoperirea unor nave spațiale abandonate pe asteroidul Poarta au deschis drumul către galaxie pentru explorarea omenească. Noii aliați, Heechee și oamenii, se confruntă cu o rasă de făpturi energetice, care dorește remodelarea universului.